# We Could Be the Same
We Could Be The Same é uma música interpretada pela banda maNga, que foi seleccionada para representar a Turquia no Festival Eurovisão da Canção 2010, a 21 de fevereiro de 2010, na Noruega.